# Turkse talen

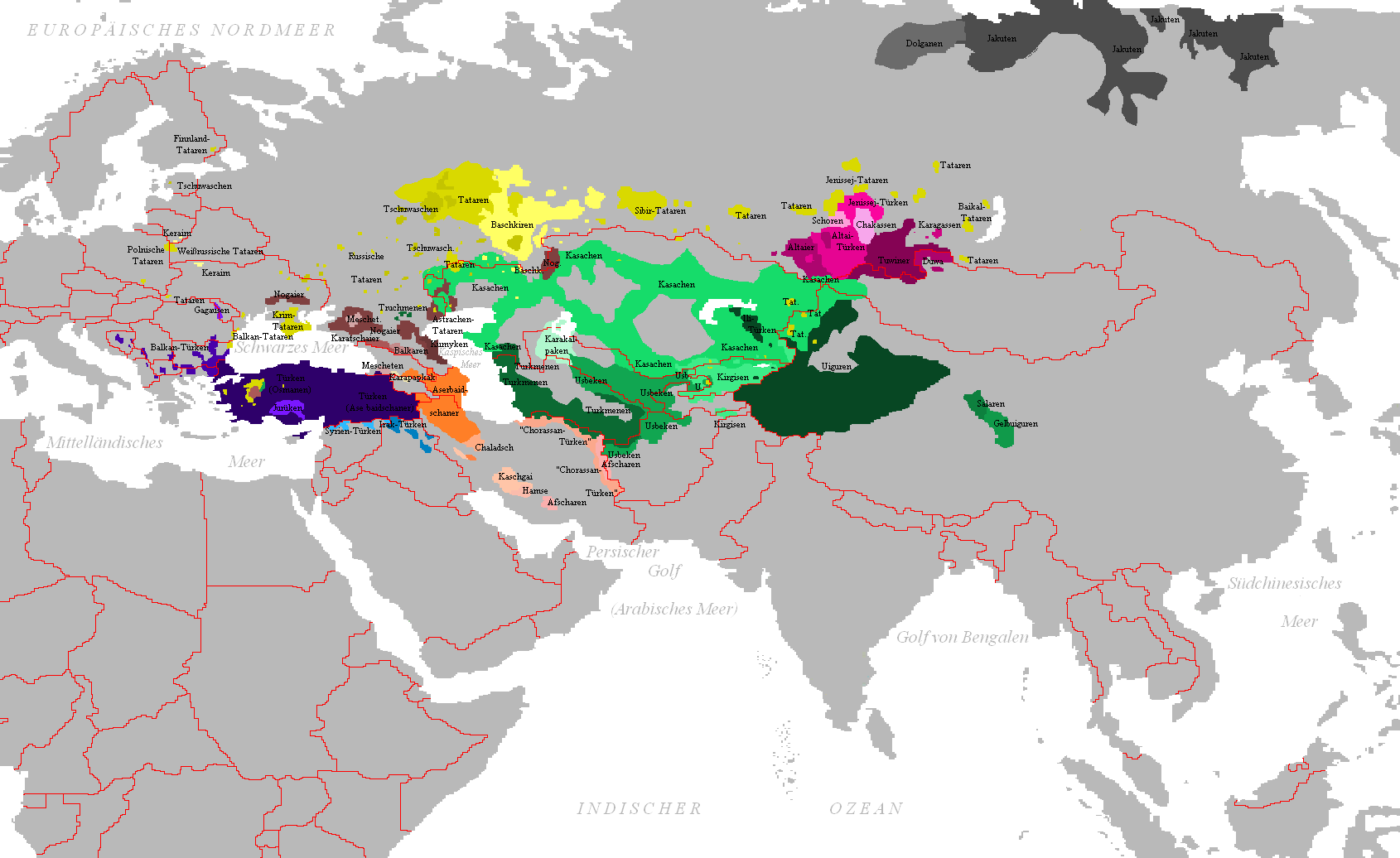
Verspreiding van de Turkse talen

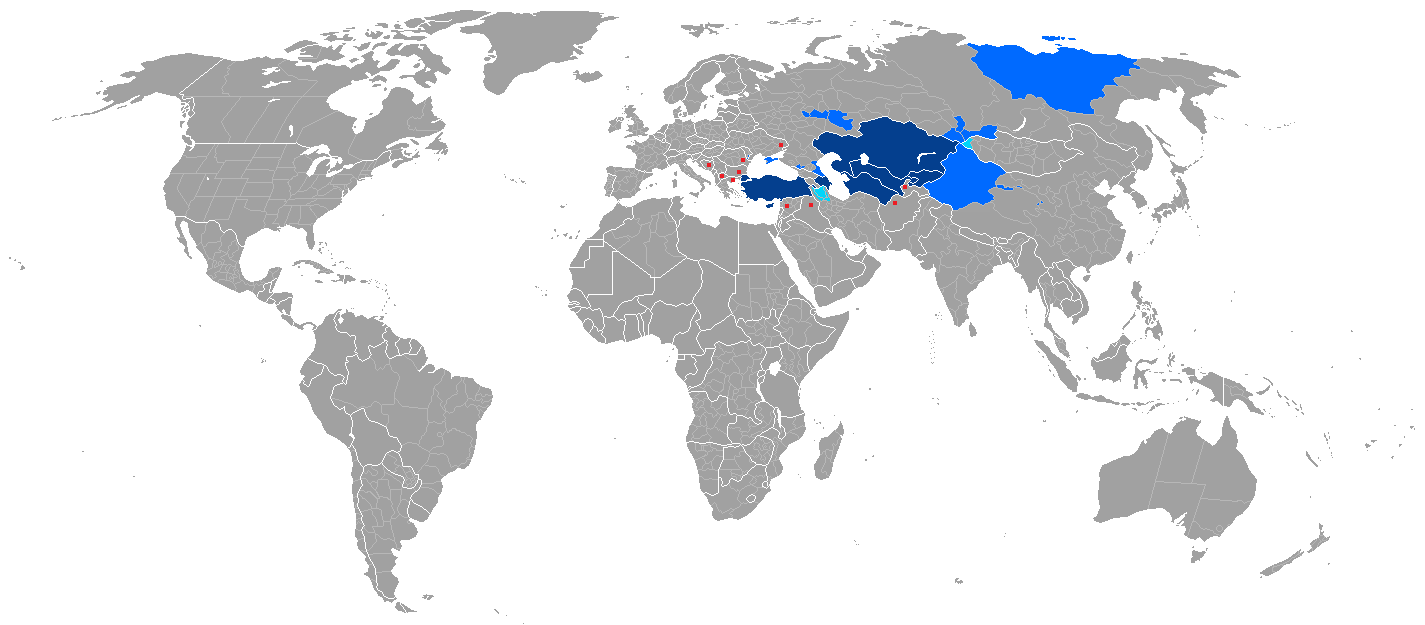
Landen en autonome gebieden waar Turkse talen een officiële status bezitten

De Turkse talen of Turkische talen vormen een nauw verwante taalfamilie van zeker 35 talen, gesproken door de Turkse volkeren van Oost-Europa tot in Centraal-China en de Noordelijke IJszee in Noordoost-Azië. In totaal hebben zo'n 220 miljoen mensen een Turkse taal als moedertaal, waarvan ongeveer 40% Turks. Daarnaast worden de talen door een groot deel van de bevolking van Centraal- en West-Azië en de Balkan gesproken, waar het eeuwen als lingua franca diende.
De Turkse talen lijken zo veel op elkaar dat ze door sommige taalkundigen als dialecten worden beschouwd. De onderlinge verstaanbaarheid is dan ook erg groot, met name binnen de (hieronder vermelde) subfamilies. De Turkse talen worden gekenmerkt door verschijnselen als klinkerharmonie, agglutinatie en het ontbreken van een grammaticaal geslacht.
De familie vertoont enkele sterke overeenkomsten met een aantal andere talen, waaronder Japans, Mongools en Koreaans, wat bij sommige taalkundigen het idee van een zogeheten familie der Altaïsche talen teweeg heeft gebracht. Vooralsnog worden deze theorie en de varianten erop niet breed gedragen en gaat men uit van een sprachbund.

## Schrift
De Turkse talen worden in verschillende schriftsystemen geschreven, voornamelijk het Latijnse schrift, maar ook in het Arabische schrift en het cyrillisch alfabet. De oudste bekende Turkse geschriften zijn de Orchoninscripties uit de vroege 8e eeuw. In 1993 is er een soort Turkse taalunie opgericht, TÜRKSOY, waar alle onafhankelijke Turkse staten, de Moldavische autonome regio Gagaoezië en enkele deelrepublieken van Rusland lid van zijn geworden. Türksoy tracht de Turkse volkeren naar elkaar toe te brengen met een enkel schrift en houdt zich naast taal ook bezig met cultuur en politiek.

## Indeling
Men kan de Turkse talen indelen op grond van het voorkomen van een y of een d in het woord voor 'voet' (ayak / adak) en spreekt aldus van ayak-talen en adak-talen. Beide groepen vallen in subgroepen uiteen, die als volgend gegroepeerd worden:

### Ogoerse talen
De Ogoerse talen worden gezien als de oudste binnen de Turkse talen. Van hen wordt enkel nog het Tsjoevasjisch gesproken.
- Tsjoevasjisch

### Ogoezische talen

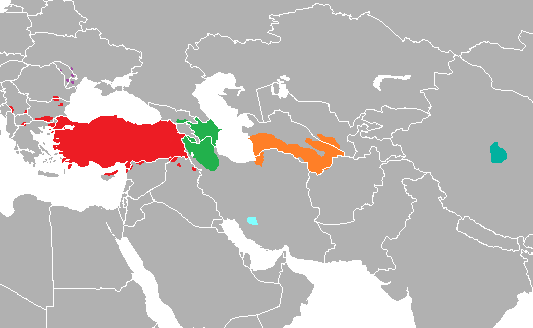
Verspreiding van de Ogoezische talen

De Ogoezische (vernoemd naar de Ogoezische Turken) of zuidwestelijke subgroep behoort tot de ayaktalen en kent de volgende taalgroepen en talen:

#### West-Ogoezische talen
- Petsjenegisch (uitgestorven)
- Azerbeidzjaans
  - Noord-Azerbeidzjaans
  - Zuid-Azerbeidzjaans
    - Afshar
- Balkan-Gagaoezisch Turks
- Gagaoezisch
- Turks
- Osmaans (uitgestorven)

#### Oost-Ogoezische talen
- Salar
- Turkmeens
- Khorasani Turks

#### Zuid-Ogoezische talen
- Qashqai

### Kiptsjaakse talen

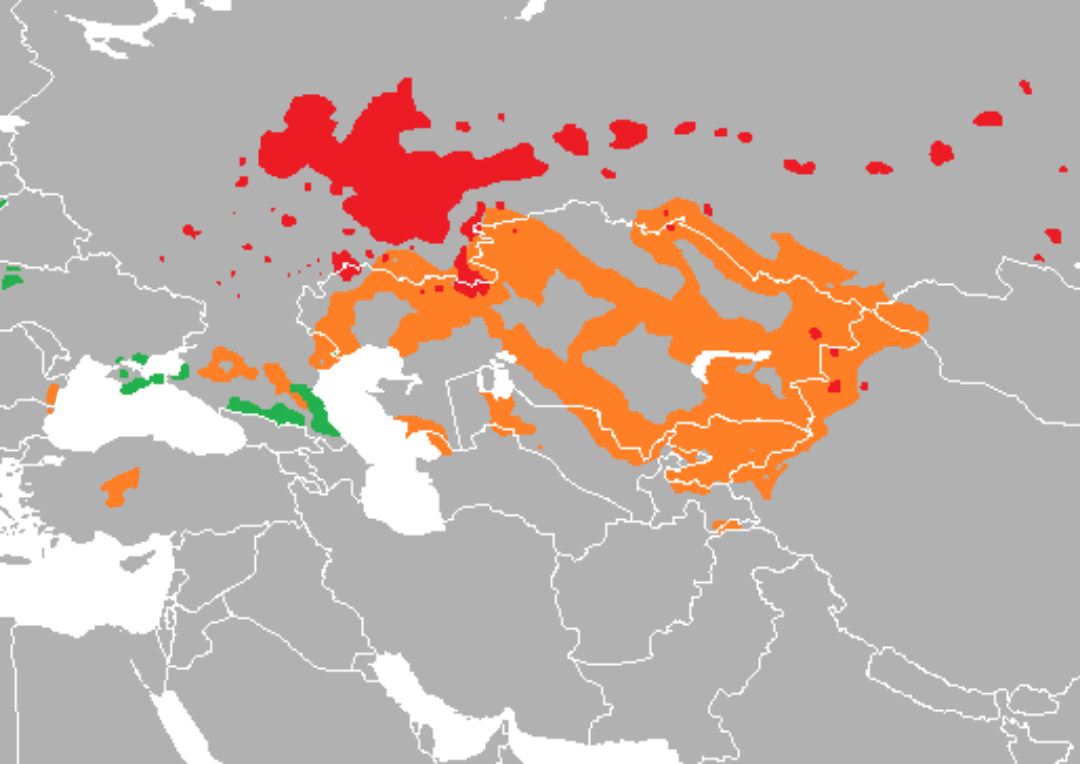
De verspreiding van de Kiptsjaakse talen

De Kiptsjaakse talen vormen de noordwestelijke groep en komen voornamelijk voor in Centraal-Azië.
- Kazachs
- Tataars
- Kirgizisch
- Altajs
- Basjkiers
- Karatsjaj-Balkaars
- Karakalpaks
- Koemuks
- Nogais
- Karaïm
- Koemaans
- Krymtsjak
- Baraba
- Krim-Tataars (Krim-Turks)

### Karlukse talen

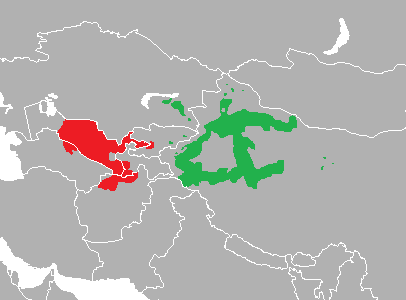
Verspreiding van de Oeigoerse talen

De zuidoostelijke groep van de Turkse talen worden de Oeigoerse of Karluk-talen genoemd.
- Oezbeeks
- Oeigoers
- Gökturks (uitgestorven)
- Chagatai (uitgestorven)
- Äynu
- Lop
- Ili

### Siberische talen

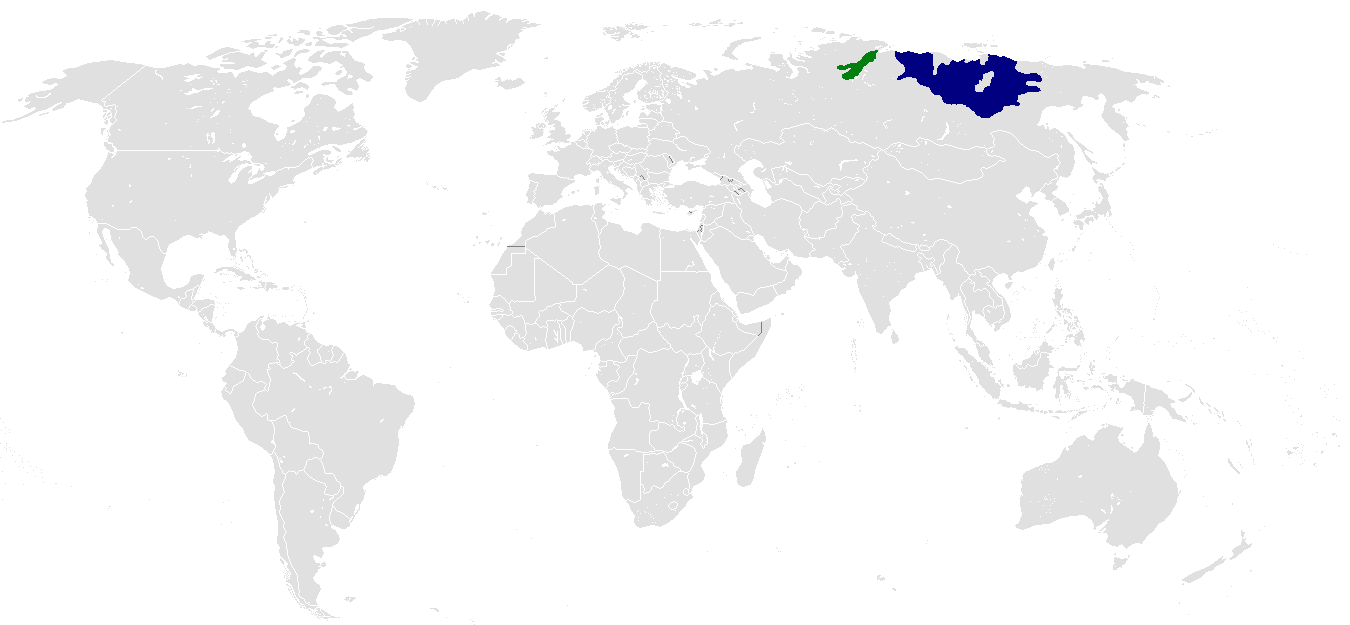
De verspreiding van het Dolgaans (l) en het Jakoets (r).

De noordoostelijke groep komt uit het meest afgelegen en wijdverspreide gebied van Siberië.
- Chakassisch
- Jakoets
- Toevaans
- Dolgaans
- Tsjoelyms
- Fuyu-Kirgizisch
- Sjor
- Tofa
- Yugur

## Vergelijking

Een deel van de oudst bewaarde Turkse tekst; de Orchoninscripties

| Nederlands     | Welke woorden zijn er voor het loopje van een paard?           |
| Turks          | Atın yürüyüşü için hangi sözler var?                           |
| Azerbeidzjaans | Atın yerişi üçün hansı sözler var?                             |
| Tataars        | Atnıng yürişleri turında nindi süzler bar?                     |
| Turkmeens      | Atın yörişleri barada ne hili sözler bar?                      |
| Kazachs        | Atıng cürisin sıypattaytın kanday sözder bar?                  |
| Kirgizisch     | Attım cürüşü cönündö kanday atayın terimder bar?               |
| Oezbeeks       | Atnıng yurişlari üçün kanday sözlar bor?                       |
| Oeigoers       | Atnıng mengiş ve yürügişliri toğısında kandak atamlarılar bar? |